# Галерија Прогрес у Београду
| Галерија „Прогрес” у Београду                                          |                                                    |
|                                                                        |                                                    |
| Палата „Прогрес” у чијем приземљу и подземној етажи се налази Галерија |                                                    |
| Власник:                                                               | Акционарско друштво „Прогрес”                      |
| Основана:                                                              | 1996.                                              |
| Седиште:                                                               | Змај Јовина 8-10 (Стари Град) · Београд Србија     |
| Уметнички директор:                                                    | Никола Жигон, академски сликар                     |
| Структура:                                                             | - Галерија у приземљу - Галерија у подземном етажу |
| Веб презентација                                                       | http://progres.rs/index.php/galerija/              |

Галерија „Прогрес” у Београду један је од репрезентативних изложбених простора у централном делу српске престонице, основан 1996. године од стране акционарског друштва „Прогрес”, компаније која се више од пола века успешно бави спољнотрговинским и унутрашњим прометом, финансијским посредовањем и консалтингом. Галерија поседује висок ниво техничке опремљености, што јој пружа бројне могућности за организовања изложбених програма, културних и привредних окупљања и концертних активности.

## Положај
Галерија „Прогрес” се налази у строгом центру Београда у приземљу пословног објекта предузећа „Прогрес”, и делом у подземном етажу, на углу кнез Михаилове и Змај Јовине улице на броју 8-10.
Галерија је удаљена 17 метара од Француског института у Србији, 45 метара од Југословенске кинотеке, 47 метара од Института Сервантес, 49 метара од Музеја града Београда и 50 метара од Српске академије наука и уметности.

## О галерији
Галерија је смештена у пословном објекту компаније „Прогрес”, једном од најрепрезентативнијих објекта Београда, и веома важном делу модерне српске архитектуре. Грађена је по пројекту архитекте Милорада Мирковића.
Галеријски простор, укупне површине 530 m2, високог је нивоа техничке опремљености, што омогућава организовања разноврсних изложбених поставки, концертних активности и других културних и комерцијалних садржаја.
Ликовни програм Галерије је садржајно јако широк; почев од класичних сликарских и вајарских форми, графике и цртежа, преко, архитектуре, до фотографије, дизајна, инсталација, видеа и других модерних форми уметничног изражавања.
На програму Галерије, почев од њеног оснивања, присутна су дела како домаћих тако и међународних уметника, свих узраста и форми ликовног изражавања.
Супротстављени ставовови о употреби Галерије
Простор Галерије је за уметнике увек био бесплатна и увек ће то бити. Нажалост, лоше материјално стање у српском друштву, приморало је Галерију да извесне термине за изложбе и друге садржаје мора да изнајмљују како би „преживела”. Зато се у галерији одржавају и бројни комерцијални садржаји; божићни и ускршњи базари, презентације амбасада, затим еколошке изложбе и тако даље, што често у културној јавности Србије наилази на критику и опречне ставове.

## Културно добро од 2019.
На захтев Града Београда премијерка РС Ана Брнабић је августа 2019. године ставила простор ове галерија под заштиту државе и Завода за заштиту споменика културе, јер као таква постоји већ неколико деценија. Град Београд је, када је саграђена зграда Прогреса, поставио захтев да се на месту где је некада била Себастианова галерија створи уметничка галерија, што је тадашњи инвеститор и испоштовао. Током приватизације зграде Прогрес галеријски простор је био на продају, па је постојала опасност да нови власник тај простор преименује, за друге садржаје. Да би заштитио галерију Град Београд је тражио да се она у садашњем простору сачува, и да онај ко купи зграду нема могућност да мења простор галерије и њену намену.
Коначно је решен вишегодишњи проблем статуса Галерије, након што је 2020. године компанија „Прогрес" одустала од намере да прода уметничку галерију у Кнез Михаиловој улици.

## Изложбе
| Година | Догађај |
| ------ | --- |
| 1997.  | - Изложба слика Оље Ивањицки - Савремено кинеско сликарство |
| 1998   | - Фреске Хиландара - Богдан Кршић - графике - Циле Маринковић - слике - Висока Национална школа ликовних уметности у Паризу - класа поф. Владе Величковића - Фреске Манастира Косова и Метохије - Савремено Бугарско сликарство |
| 1999.  | - Међународна изложба илустрација - 40. Златно перо Београда - Манастир Дечани: Фреске, Капители, Конзоле - копије из Збирке Галерије фресака Народног музеја у Београду - Словачка Графика 90-тих - Милена Павловић Барили - изложба слика |
| 2000.  | - Александар Луковиć - слике - Сликарство Сопоћана - копије фресака Зденке Живковић - Белгијска Уметност 19. и 20. века из колекције Народног музеја у Београду |
| 2001.  | - Иконе манастира Хиландара - Савремени Француски дизајн - 42. Октобарски салон |
| 2002.  | - Зоја Чоко- фотографије - 43. Октобарски салон - Смотра примењених уметности - Међународни Фестивал професионалне фотографије УСУФ Србије - Лазар Вујаклија- изложба слика - Викторија Бреговљанин - ретроспектива |
| 2003.  | - Коста Брадић - слике - Бранислав Макеш - слике - Манифестација Персијске уметности - Hose Vasconcellos (Бразил) - слике |
| 2004.  | - Антологија српски сликарства друге половине 20. века (из колелције Живојина Иванишевића) - ФПУ - Сценографија, сценски костим, сценска лутка - Манфред Цимерман (Немачка) - изложба фотографија |
| 2005.  | - Микан Аничић - ретроспектива слика - Крајишки Ликовни салон - Драган Мартиновић - слике - 13. Бијенале керамике Београда |
| 2006.  | - Драган С. Танасијевић - Фотографије - Метафизичко Сликарство из колекције Милољуб и Ивана Перића - Marijka de Goey - изложба скулптура, дизајна и инсталација - Међународна Изложба карикатура - Златни осмех- УЛУПУДС - Небојша Бабић - фотографије |
| 2007.  | - Изложба скулптура српске вајара друге половине 20. века - Александар Додиг - калиграфија - Драгош Калајић - слике - Стаматис Склирис (Грчка) - иконе - Никола Жигон - слике - Павле Аксентијевић - слике - Амадео Модиљани и његово доба - светска премијера уља на платну „Портрет мушкарца” |
| 2008.  | - 41. конкурс карикатуре за награду „Пјер” - Изложба Јапанских графика „Ново лепо место Едо” из колекције Народног музеја у Београду - Милорад Ћоровић - слике - Ненад Жилић - слике - Божа Илић - слике - Икона у 21. веку (Хришћански културни центар) - Савремена Кинеска графика |
| 2010.  | - „Анђели и ђаволи”, Бобан Илић - скулптуре - „Дванаест” - дела четири ствараоца - Вукица Микач - фотографије |
| 2011.  | - Четврта Арте аукција - најзначајнијих аутора српске модерне и значајних аутора савремене уметничке сцене - Inspired earth & fire – porcelain art by Gundi Dietz - део сталне поставке музеја „Augaerten“ у Бечу - Перица Луковић - фотографије са Београдских излетишта - Милија Белић - интегрална уметност - Соња Жугић - изложба фотографија - Иван Станић Даиван - слика и фотографија, за чији је настанак инспирацију пронашао у савременом електронском окружењу. |
| 2012.  | - Фестивал руско-српске културе - Густав Климт (1862-1918) - висококвалитетне репродукције познатих дела - Прва годишња изложба Удружења српских уметника - Ентеријер Експо - производи примењене уметности и практични предмети врхунских светских дизајнера |
| 2013.  | - Етно рукотворине уметничких предмета - хуманитарна продајна изложба - Колекционар као кустос и селектор - у организацији Арте галерије - „Протетичка тела” - слике, цртеже, видео радови и скулптуре двадесет троје ликовних уметника из земље и иностранства |
| 2014.  | - Седми фестивал руско-српског занатсва - „Један мотив две интерпретације” - сликара Никице Раичевића и мајстора фотографије Бранислава Стругара - „Трен...” - изложба слика Ане Поповић - Александар Цветковић - промоција монографије и изложба слика |
| 2015.  | - Трећи Екокулт - слике, инсталације, скулптуре - Александар Антонијевић - фотографије - Иван Грлић - фотографије - Портрети и сећања - фотографије Јеврејске заједнице Србије - 10. година НАФ - слике - Виртуелна вечност - прва тродимензионална изложба слика у Србији - Гордана Томић - „Shin Ken”, слике инспирисане уметношћу Јапана |
| 2016.  | - „Share Art” - изложба слика Арт Парламената у Београду |